# Avibase
Avibase is een online database met informatie over alle wilde vogels van de wereld. De database bevat gegevens over 10.000 vogelsoorten en 22.000 ondersoorten. In totaal bevat de database 27 miljoen gegevens met informatie over de verspreiding, taxonomie, synoniemen en de vogelnamen in meer dan 20 verschillende talen. De opbouw van het bestand begon al in 1992. Eind oktober 2017 is de website sinds juni 2003 al bijna 250 miljoen maal bezocht. De gegevens (en updates) van de IOC World Bird List worden in deze database verwerkt.
De website wordt beheerd door Denis Lepage en gehost door Bird Studies Canada, een partnerorganisatie  van Birdlife International.